# Ayarahalli, Tiptur
Ayarahalli là một làng thuộc tehsil Tiptur, huyện Tumkur, bang Karnataka, Ấn Độ.